# Feistritztalbahn
| Ein Nostalgiezug mit der Dampflokomotive 83-180 vor dem Hintergrund der Weizbergkirche. |                         |                                                                  |                                                                  |
| |                         |                                                                  |                                                                  |
| Streckenlänge: | 23,9 km                 |                                                                  |                                                                  |
| Spurweite: | 760 mm (Bosnische Spur) |                                                                  |                                                                  |
| |                         |                                                                  |                                                                  |
| \| \| \| Anschluss an Gleisdorf–Weiz \| \| \| \| 0,0 \| Weiz Bahnhof \| 462 m ü. A. \| \| \| 0,5 \| seit 2019 prov. Streckenende \| seit 2019 prov. Streckenende \| \| \| 1,8 \| Fladnitzbrücke (12 m) \| Fladnitzbrücke (12 m) \| \| \| 2,9 \| Büchl \| Büchl \| \| \| 4,9 \| Peesen \| Peesen \| \| \| 5,0 \| Peesen-Viadukt (32 m) \| Peesen-Viadukt (32 m) \| \| \| 5,7 \| Parz-Viadukt (51 m) \| Parz-Viadukt (51 m) \| \| \| 6,2 \| Bachl \| Bachl \| \| \| 7,7 \| Grub-Viadukt (276 m) \| Grub-Viadukt (276 m) \| \| \| 8,5 \| B72 \| B72 \| \| \| 8,5 \| Hart-Puch \| 510 m ü. A. \| \| \| 8,6 \| Hart-Puch-Tunnel (223 m) \| Hart-Puch-Tunnel (223 m) \| \| \| \| Viadukt über Feistritzklamm \| \| \| \| 11,5 \| Oberfeistritz \| 461 m ü. A. \| \| \| \| \| \| \| \| \| Anschlussbahn Luzenac Naintsch (2014 stillgelegt, 2023 abgebaut) \| \| \| \| \| \| \| \| \| 13,2 \| Anger \| 474 m ü. A. \| \| \| 17,0 \| B72 \| B72 \| \| \| 17,3 \| Rosegg \| 516 m ü. A. \| \| \| 17,7 \| B72 \| B72 \| \| \| 18,2 \| B72 \| B72 \| \| \| \| Frondsberg-Tunnel (93 m) \| \| \| \| 19,2 \| Koglhof \| 534 m ü. A. \| \| \| 19,3 \| B72 \| B72 \| \| \| \| Kirchleiten-Tunnel (106 m) \| \| \| \| 22,4 \| Hollersbach-Viadukt (78 m) \| Hollersbach-Viadukt (78 m) \| \| \| 22,8 \| Feistritz-Viadukt (68 m) \| Feistritz-Viadukt (68 m) \| \| \| 23,90,0 \| Birkfeld \| 574 m ü. A. \| \| \| \| 1981 bis Ratten abgetragen \| \| \| \| 0,300 \| Weißenbach-Viadukt (24,8 m) \| Weißenbach-Viadukt (24,8 m) \| \| \| 4,492 \| Waisenegg \| 610 m ü. A. \| \| \| 7,775 \| Strallegg \| 636 m ü. A. \| \| \| 12,431 \| Fischbach \| 671 m ü. A. \| \| \| 13,848 \| Falkenstein \| 688 m ü. A. \| \| \| 16,847 \| Sankt Kathrein \| 724 m ü. A. \| \| \| 18,295 \| Ratten \| 737 m ü. A. \| \| \| 18,571 \| Streckenende \| 741 m ü. A. \| |                         |                                                                  |                                                                  |
| |                         | Anschluss an Gleisdorf–Weiz                                      |                                                                  |
| Kopfbahnhof Streckenanfang (Strecke außer Betrieb) | 0,0                     | Weiz Bahnhof                                                     | 462 m ü. A.                                                      |
| | 0,5                     | seit 2019 prov. Streckenende                                     | seit 2019 prov. Streckenende                                     |
| Brücke | 1,8                     | Fladnitzbrücke (12 m)                                            | Fladnitzbrücke (12 m)                                            |
| ehemaliger Haltepunkt / Haltestelle | 2,9                     | Büchl                                                            | Büchl                                                            |
| Haltepunkt / Haltestelle | 4,9                     | Peesen                                                           | Peesen                                                           |
| Brücke | 5,0                     | Peesen-Viadukt (32 m)                                            | Peesen-Viadukt (32 m)                                            |
| Brücke | 5,7                     | Parz-Viadukt (51 m)                                              | Parz-Viadukt (51 m)                                              |
| ehemaliger Haltepunkt / Haltestelle | 6,2                     | Bachl                                                            | Bachl                                                            |
| Brücke | 7,7                     | Grub-Viadukt (276 m)                                             | Grub-Viadukt (276 m)                                             |
| Bahnübergang | 8,5                     | B72                                                              | B72                                                              |
| ehemaliger Haltepunkt / Haltestelle | 8,5                     | Hart-Puch                                                        | 510 m ü. A.                                                      |
| Tunnel | 8,6                     | Hart-Puch-Tunnel (223 m)                                         | Hart-Puch-Tunnel (223 m)                                         |
| Brücke |                         | Viadukt über Feistritzklamm                                      | Viadukt über Feistritzklamm                                      |
| Bahnhof | 11,5                    | Oberfeistritz                                                    | 461 m ü. A.                                                      |
| |                         |                                                                  |                                                                  |
| Abzweig geradeaus und ehemals nach links |                         | Anschlussbahn Luzenac Naintsch (2014 stillgelegt, 2023 abgebaut) | Anschlussbahn Luzenac Naintsch (2014 stillgelegt, 2023 abgebaut) |
| |                         |                                                                  |                                                                  |
| Bahnhof | 13,2                    | Anger                                                            | 474 m ü. A.                                                      |
| Bahnübergang | 17,0                    | B72                                                              | B72                                                              |
| ehemaliger Bahnhof | 17,3                    | Rosegg                                                           | 516 m ü. A.                                                      |
| Bahnübergang | 17,7                    | B72                                                              | B72                                                              |
| Bahnübergang | 18,2                    | B72                                                              | B72                                                              |
| Tunnel |                         | Frondsberg-Tunnel (93 m)                                         | Frondsberg-Tunnel (93 m)                                         |
| Haltepunkt / Haltestelle | 19,2                    | Koglhof                                                          | 534 m ü. A.                                                      |
| Bahnübergang | 19,3                    | B72                                                              | B72                                                              |
| Tunnel |                         | Kirchleiten-Tunnel (106 m)                                       | Kirchleiten-Tunnel (106 m)                                       |
| Brücke | 22,4                    | Hollersbach-Viadukt (78 m)                                       | Hollersbach-Viadukt (78 m)                                       |
| Brücke | 22,8                    | Feistritz-Viadukt (68 m)                                         | Feistritz-Viadukt (68 m)                                         |
| Kopfbahnhof Strecke ab hier außer Betrieb | 23,90,0                 | Birkfeld                                                         | 574 m ü. A.                                                      |
| Strecke (außer Betrieb) |                         | 1981 bis Ratten abgetragen                                       | 1981 bis Ratten abgetragen                                       |
| Brücke (Strecke außer Betrieb) | 0,300                   | Weißenbach-Viadukt (24,8 m)                                      | Weißenbach-Viadukt (24,8 m)                                      |
| Haltepunkt / Haltestelle (Strecke außer Betrieb) | 4,492                   | Waisenegg                                                        | 610 m ü. A.                                                      |
| Haltepunkt / Haltestelle (Strecke außer Betrieb) | 7,775                   | Strallegg                                                        | 636 m ü. A.                                                      |
| Haltepunkt / Haltestelle (Strecke außer Betrieb) | 12,431                  | Fischbach                                                        | 671 m ü. A.                                                      |
| Haltepunkt / Haltestelle (Strecke außer Betrieb) | 13,848                  | Falkenstein                                                      | 688 m ü. A.                                                      |
| Haltepunkt / Haltestelle (Strecke außer Betrieb) | 16,847                  | Sankt Kathrein                                                   | 724 m ü. A.                                                      |
| Bahnhof (Strecke außer Betrieb) | 18,295                  | Ratten                                                           | 737 m ü. A.                                                      |
| | 18,571                  | Streckenende                                                     | 741 m ü. A.                                                      |

Die Feistritztalbahn ist eine Schmalspurbahn mit einer Spurweite von 760 mm in der Steiermark, die ursprünglich 42,2 km von Weiz bis nach Ratten führte. Die Bahn endet seit 1981 in Birkfeld.

## Geschichte

### Errichtung und frühe Betriebsjahre

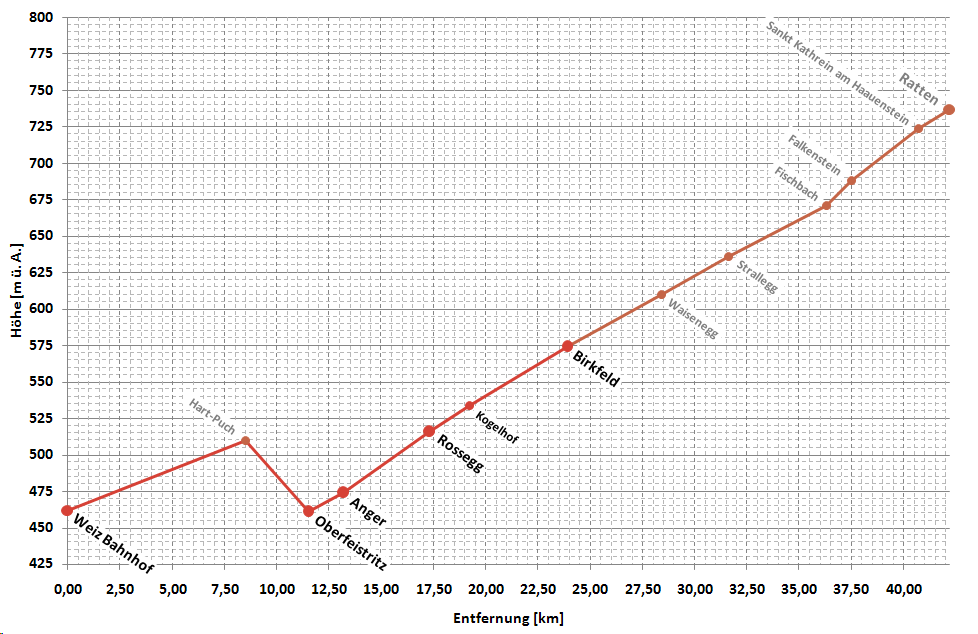
Vereinfachtes Höhenprofil der Strecke

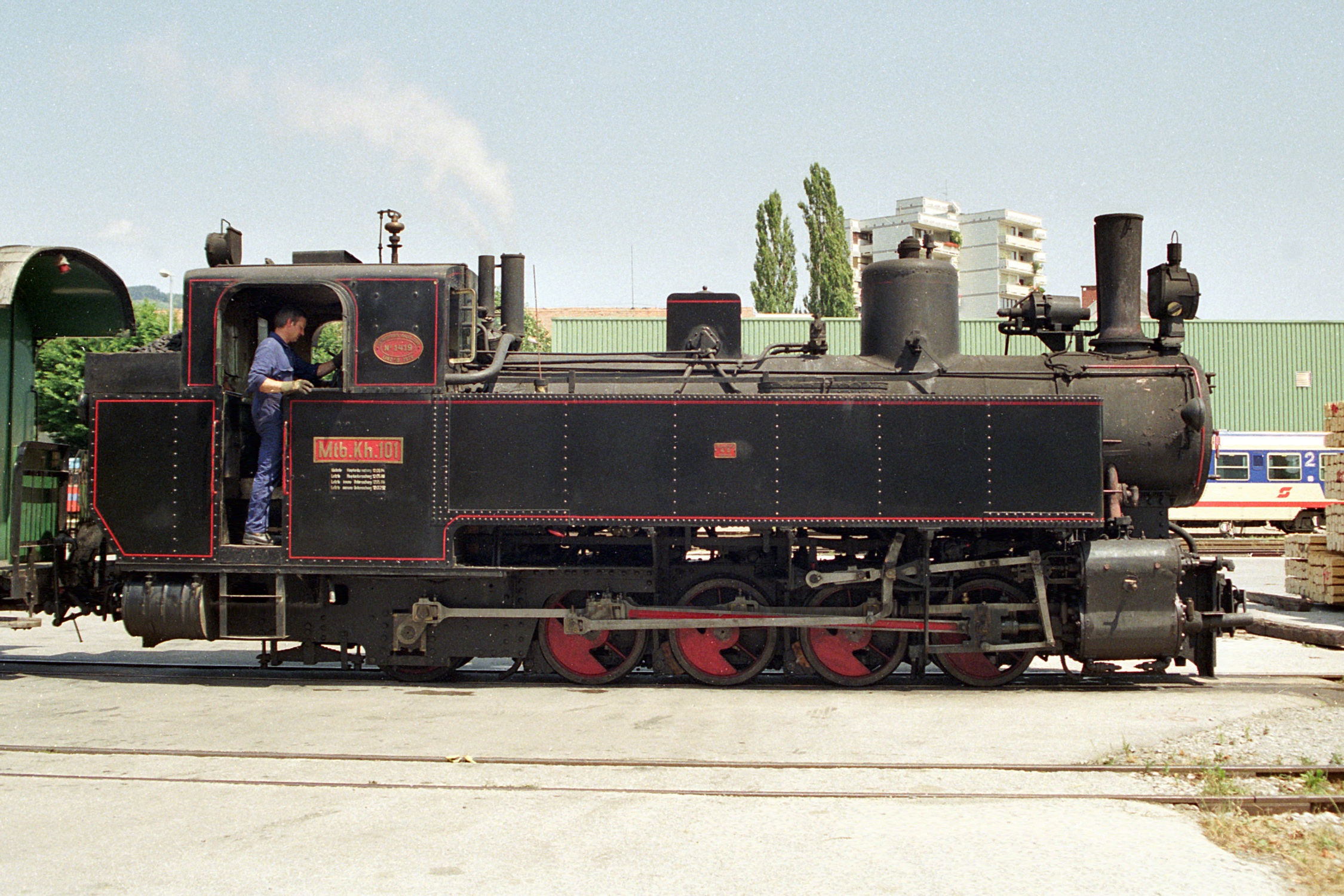
Die Dampflok Kh.101 in Weiz

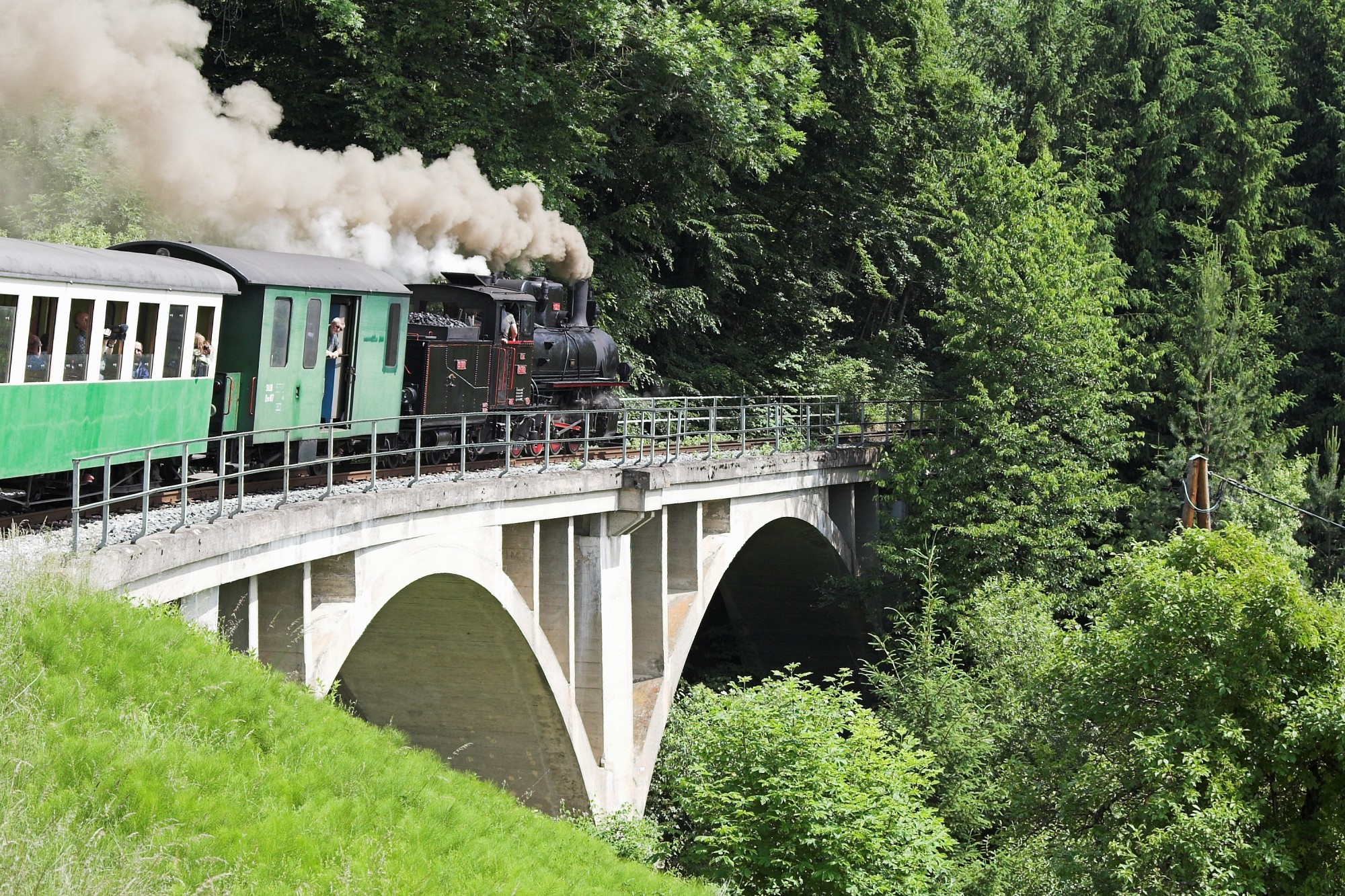
Die Dampflok 83.180 zieht einen Nostalgiezug über das Nöstlgraben-Viadukt

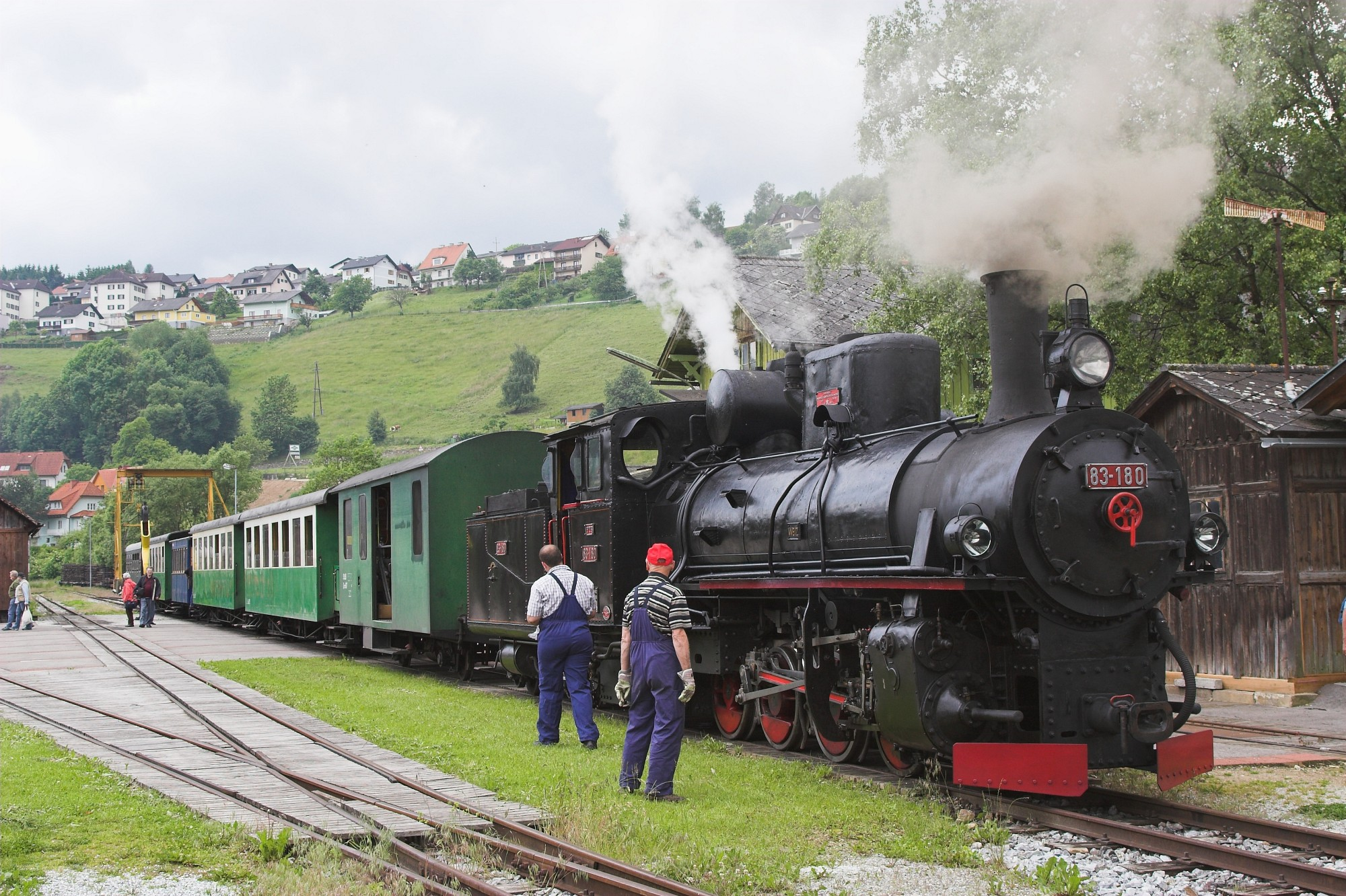
Ein Nostalgiezug im Bahnhof Birkfeld

Die heute von der Feistritztalbahn Betriebs-GmbH betriebene Bahnlinie Weiz–Birkfeld wurde (nachdem der ursprüngliche Termin, 1. Oktober 1911, nicht zu halten gewesen war) am 14. Dezember 1911 eröffnet.
Die ursprüngliche Lokalbahn-AG Weiz–Birkfeld beauftragte die k.k. österreichischen Staatsbahnen mit der Betriebsführung der Bahnlinie. Der Anschluss an das normalspurige Streckennetz erfolgt im Bahnhof Weiz, dem Endpunkt der normalspurigen Landesbahn Gleisdorf–Weiz.
Der Bau der Fortsetzung nach Ratten wurde während des Ersten Weltkrieges begonnen, musste jedoch mangels Arbeitskräften wieder eingestellt werden. 1922 wurde das Teilstück als Schleppbahn zum Braunkohlenbergbau in Ratten in Betrieb genommen. Bereits ein Jahr zuvor hatte die Feistritz-Bergbau- und Industrie A.G. den Bau durch Kauf übernommen und sich verpflichtet, bis 25. Februar 1931 die Strecke Birkfeld–Ratten–Rettenegg auf eigene Kosten von einer Industriebahn in eine öffentliche, schmalspurige Lokalbahn für Personen- und Frachtenverkehr auszugestalten. Da die Strecke bis Ratten nur als Industriebahn errichtet worden war, war es trotz gleicher Spurweite wegen unterschiedlicher Brems- und Kupplungssysteme nicht möglich, direkte Züge von Ratten über Birkfeld hinaus zu führen. Das bewirkte für Kohlentransporte ein zweimaliges Umladen (in Birkfeld und Weiz), ehe die Kohle in normalspurigen Güterwagen weitertransportiert werden konnte. Hohe Transportkosten waren die Folge.
Am 29. Mai 1930 wurde die ursprüngliche Industrieschleppbahn Birkfeld–Ratten, nunmehr vom Land Steiermark erworben, als öffentliche Bahnlinie ausgebaut und der Lokalbahn Weiz–Birkfeld angeschlossen, von Bundespräsident Wilhelm Miklas (1872–1956) dem Verkehr übergeben. Ein bereits 1913 erwogener Weiterbau bis Rettenegg, der durch den Anschluss an die seit 1902 bestehende Feistritzwaldbahn das Erreichen der Südbahn in Steinhaus am Semmering zumindest für den Gütertransport ermöglicht hätte, wurde nie verwirklicht, ebenso wenig wie der im selben Jahr in Niederösterreich beabsichtigte Bau einer Strecke von Edlitz an der Aspangbahn zur steiermärkischen Landesgrenze bei Trattenbach und, von diesem Punkt, eine allfällige unter zwei Baukilometern liegende Verbindung mit der Feistritzwaldbahn.
Ab 1933 kam auf der Feistritztalbahn ein Austro-Daimler Benzintriebwagen der Reihe VT/s zum Einsatz. Das technisch revolutionäre Fahrzeug (mit hydraulischer Kraftübertragung und Luftfederung) bewährte sich jedoch aufgrund der schwachen Benzinmotoren und des Leichtbau-Wagenkastens nicht und wurde mit Beginn des Zweiten Weltkrieges abgestellt.
1942 ging die Bahngesellschaft in den Besitz des damaligen Reichsgaues Steiermark und damit nach dem Zweiten Weltkrieg an die Steiermärkischen Landesbahnen über.

### Nachkriegszeit
Die Schließung des Bergwerkes in Ratten 1960 führte zum Wegfall des Haupt-Güterkunden in Ratten, die allgemeine Motorisierung zum Rückgang der Passagierzahlen im Personenverkehr. Dennoch waren die Landesbahnen bestrebt, den Betrieb durch den Einsatz von Diesellokomotiven aus der Serie VL 11–16 und neuer Güterwagen zu modernisieren.
Im Jahre 1971 wurde, wie auch bei der Murtalbahn, ein fahrplanmäßiger Bummelzugverkehr mit Dampflokomotiven eingeführt, der rasch zu einem festen Bestandteil des touristischen Angebotes der Region wurde.
Wenig später kam es jedoch zur Einstellung des öffentlichen Personenverkehrs im Teilstück Birkfeld–Ratten (28. Februar 1971) und Weiz–Birkfeld (2. Juni 1973). Schließlich wurde der Abschnitt Birkfeld – Ratten am 1. Juli 1980 auch für den Güterverkehr eingestellt. Nach der Abtragung der Gleisanlagen von Birkfeld nach Ratten (1981) wird der Bummelzugbetrieb seit 1994 durch den Verein „Club U44, Freunde der Feistritztalbahn“ organisiert.
Bis Dezember 2014 wurde von der Steiermärkischen Landesbahn (StLB) noch der Güterverkehr zwischen Weiz und Oberfeistritz aufrechterhalten, einziges Frachtgut war zuletzt Talkum aus dem Tagbau am Rabenwald der Luzenac Naintsch Mineralwerke, die zur Rio-Tinto-Gruppe gehören. In der Folgezeit wurden die noch brauchbaren Triebfahrzeuge und Wagen der StLB weitgehend auf die Murtalbahn überstellt, der Rest wurde verkauft bzw. verschrottet. Als Ersatz für die abtransportierten Loks VL 22 und 23 wurde die VL 12 im Mai 2016 vom Murtal nach Weiz gebracht.
Im Jahr 2015 trat am 9. Jänner 2015 eine Streckensperre zwischen Weiz und Anger in Kraft, der Grund dafür waren Schäden am Bachl-Viadukt und am Tunnel bei Hart-Puch. Der Bummelzugbetrieb fand deshalb nur zwischen Birkfeld und Anger statt, währenddessen der Viadukt saniert wurde. Die Strecke Weiz–Oberfeistritz wurde im Juni 2016 an die Feistritztalbahn Betriebs GmbH um einen symbolischen Euro veräußert, der Abschnitt Oberfeistritz–Birkfeld gehörte bereits der privaten Betriebsgesellschaft.
Im Jänner 2019 musste der Bahnhof in Weiz in Vorbereitung auf den Bau der neuen Ortsdurchfahrt Weiz geräumt werden, die Gleisanlage samt der Gleiskreuzung mit der Normalspur (zur früheren Abfahrtsstelle der Personenzüge) wurde in der Folge vollständig abgetragen. Etwas außerhalb von Weiz bei Krottendorf war eine vorübergehende Endstation mit Umsetzmöglichkeit geplant, es kam aber weder dazu noch zur späteren Wiedererrichtung der Einfahrt in den Bahnhof Weiz. Auf der Ostseite des Bahnhofs war dafür ein Areal vorgesehen und für die Zufahrt wurden beim Bau der Ortsdurchfahrt zwei neue Brücken errichtet, die 2024 aber immer noch gleislos waren.
Ende April 2019 erwarb der Investor Martin Platzer die Feistritztalbahn, um diese als Teststrecke für neue Technologien der Schienenfahrzeugindustrie zu nutzen. Dabei war auch eine Wiederaufnahme des Personenverkehrs angedacht. Zwei Jahre später ging Platzers Unternehmen jedoch in Konkurs, nach der Pleite gehört die Feistritztalbahn mittlerweile größtenteils dem Club U44.
Ohne einen Bahnhof in Weiz fand auch 2019 nur ein Betrieb zwischen Birkfeld und Anger statt. Abgesehen von wenigen Sonderfahrten blieb der Betrieb auch in den Folgejahren auf diesen Abschnitt beschränkt, teilweise fiel er unter anderem wegen der COVID-19 Einschränkungen komplett aus.
Im August 2021 wurde bekannt, dass das Bundesdenkmalamt die Bahnstrecke unter Denkmalschutz stellen werde, nachdem eine frühere Unterschutzstellung wieder aufgehoben worden war. Im Jahr 2023 wurde die Feistritztalbahn rechtskräftig unter Denkmalschutz gestellt, nachdem eine frühere Unterschutzstellung aus formalen Gründen aufgehoben wurde.
Im August 2022 war aufgrund eines Gleisschadens nur ein etwas über vier Kilometer langer Abschnitt von Birkfeld aus befahrbar. In der lokalen Politik gibt es teilweise Bestrebungen, das Streckenband in einen Bahntrassenradweg umzuwandeln und den Bahngrund zu verwerten.
Ende August 2024 wurde bekannt, dass die Gemeinde Birkfeld die an die Feistritztalbahn angrenzende Bundesstraße B72 ausbauen und dafür die Feistritztalbahn, wenn nötig, aufgeben möchte. Der Betreiberverein Club U44 setzt sich jedoch weiterhin für den Erhalt der Bahn ein, die weitere Zukunft der Feistritztalbahn ist somit offen. Mit 5. Oktober 2024 wurde der touristische Fahrbetrieb an Wochenenden wieder aufgenommen. Derzeit wird bis Koglhof gefahren, eine Ausdehnung des Betriebs bis Rosegg soll noch im Oktober 2024 erfolgen.

## Streckenverlauf
Vom Bahnhof Weiz ausgehend, überwindet die Schmalspurbahn zunächst kurvenreich den Geländerücken zwischen Weizbach und Fladnitzbach, von dessen Niederung aus sie am Übergang des Raasbergs in das Riedelland ebenso windungsreich Richtung Nordosten trassiert wurde, um das hügelige Gelände zum Feistritztal hin zu überwinden. Dabei werden die Oberläufe zahlreicher südostwärts laufender Bäche ausgefahren und vor dem Kulminationspunkt bei Hart-Puch das Tal der Ilz mittels des Grub-Viadukts gequert. Bergab geht es anschließend nach dem kurzen Scheiteltunnel in einem Seitengraben des Feistritztales nach Oberfeistritz, wo mit einem weiteren Viadukt das Tal an seine östliche Talflanke hin überbrückt wird. Nun geht es über Anger linksufrig weiter, den sich verengenden Talschleifen folgend. Lediglich bei Koglhof werden zweimal scharfe Biegungen des Flusses durch kurze Durchstiche abgekürzt. Der Bahnhof von Birkfeld wurde, abseits der Ortsmitte, am Talboden angelegt.
Ab hier wurde die Strecke abgetragen, ist aber als Radweg erhalten. Die Bahnstrecke hielt sich dabei bis Ratten stets an die westliche Talflanke rechts der Feistritz.

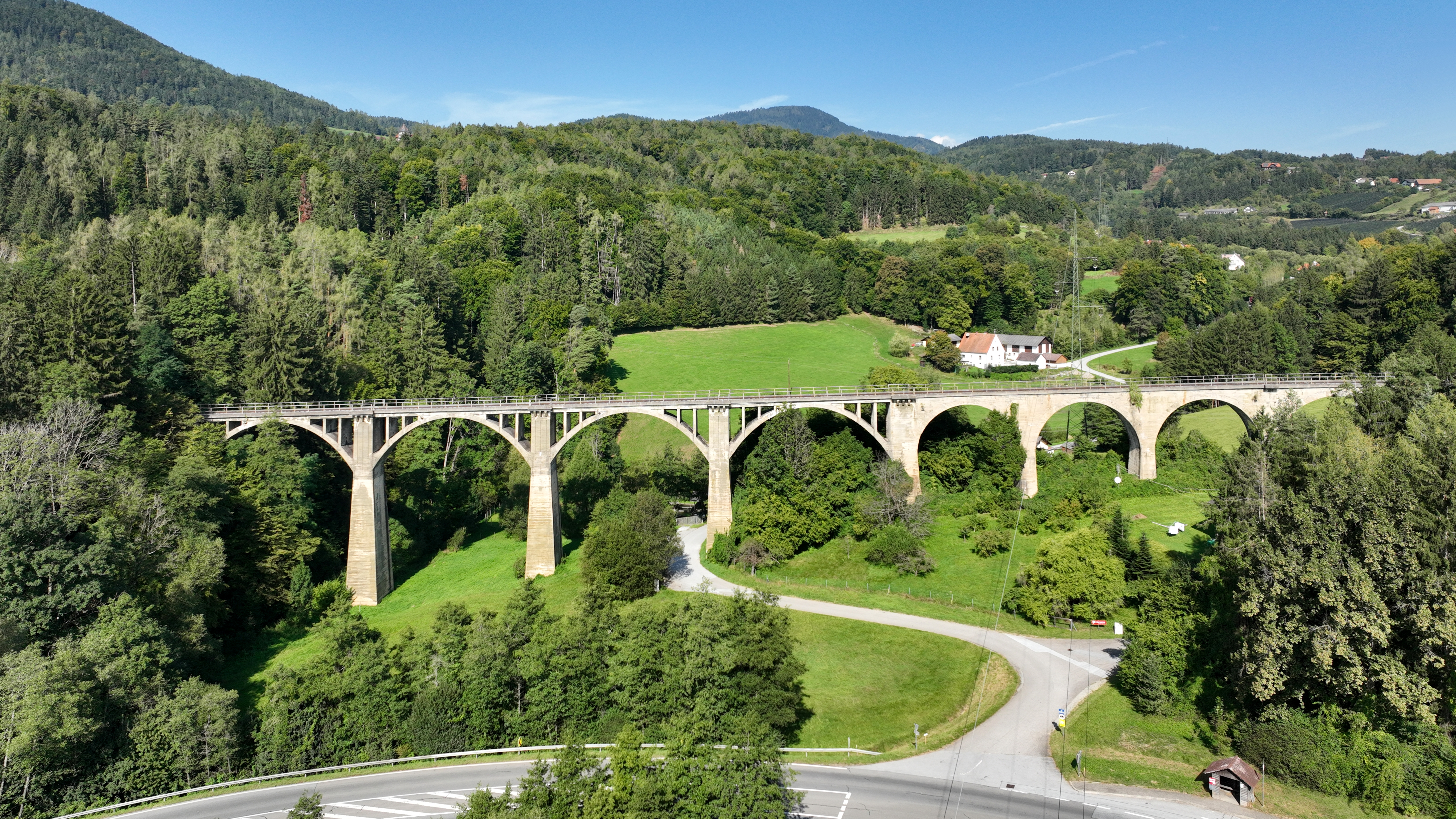
Das über 200 m lange Ilzbach-Viadukt bzw. Grub-Viadukt – längstes Viadukt der Feistritztalbahn
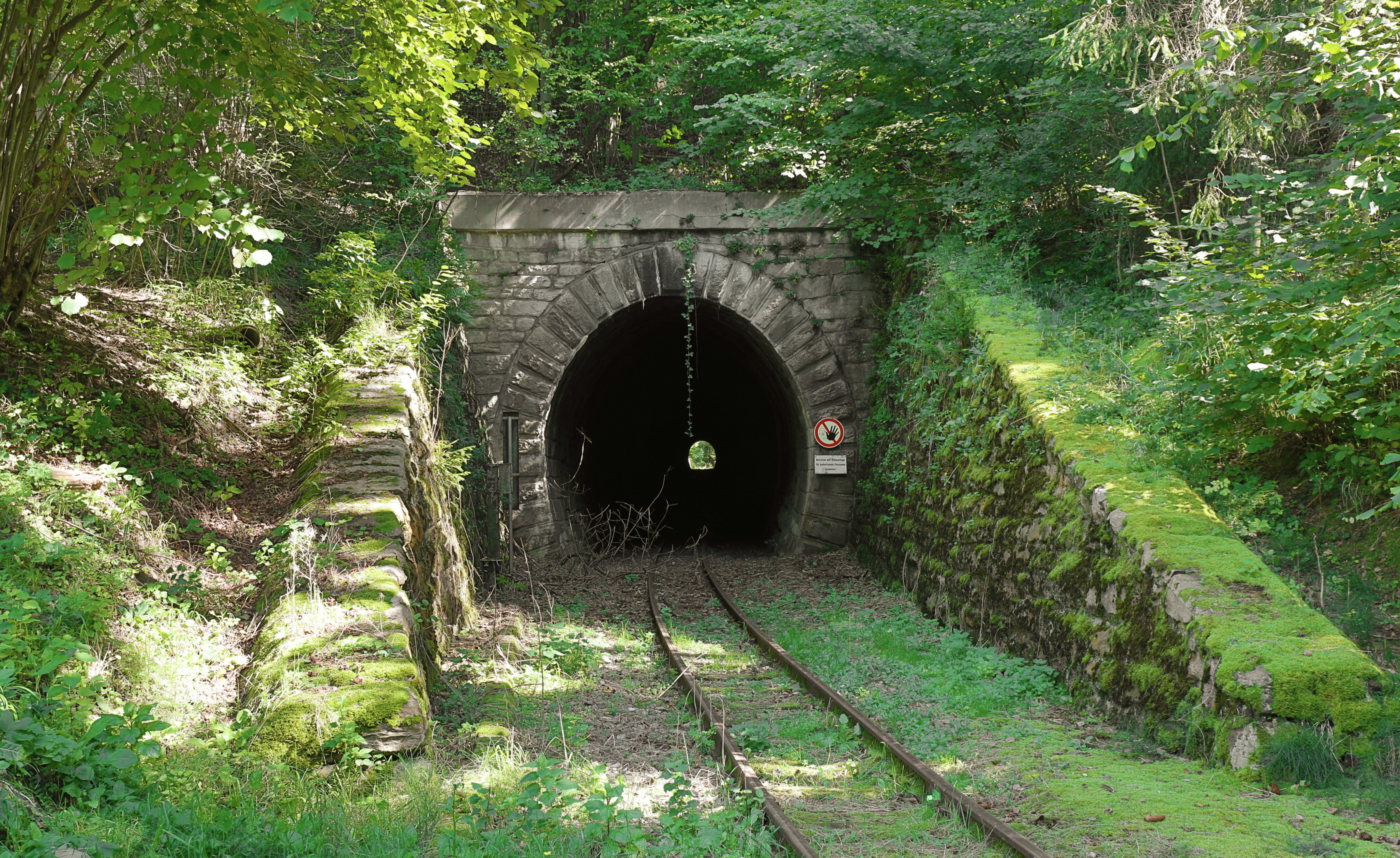
Der 223 m lange Hart-Tunnel; längster Tunnel der Feistritztalbahn
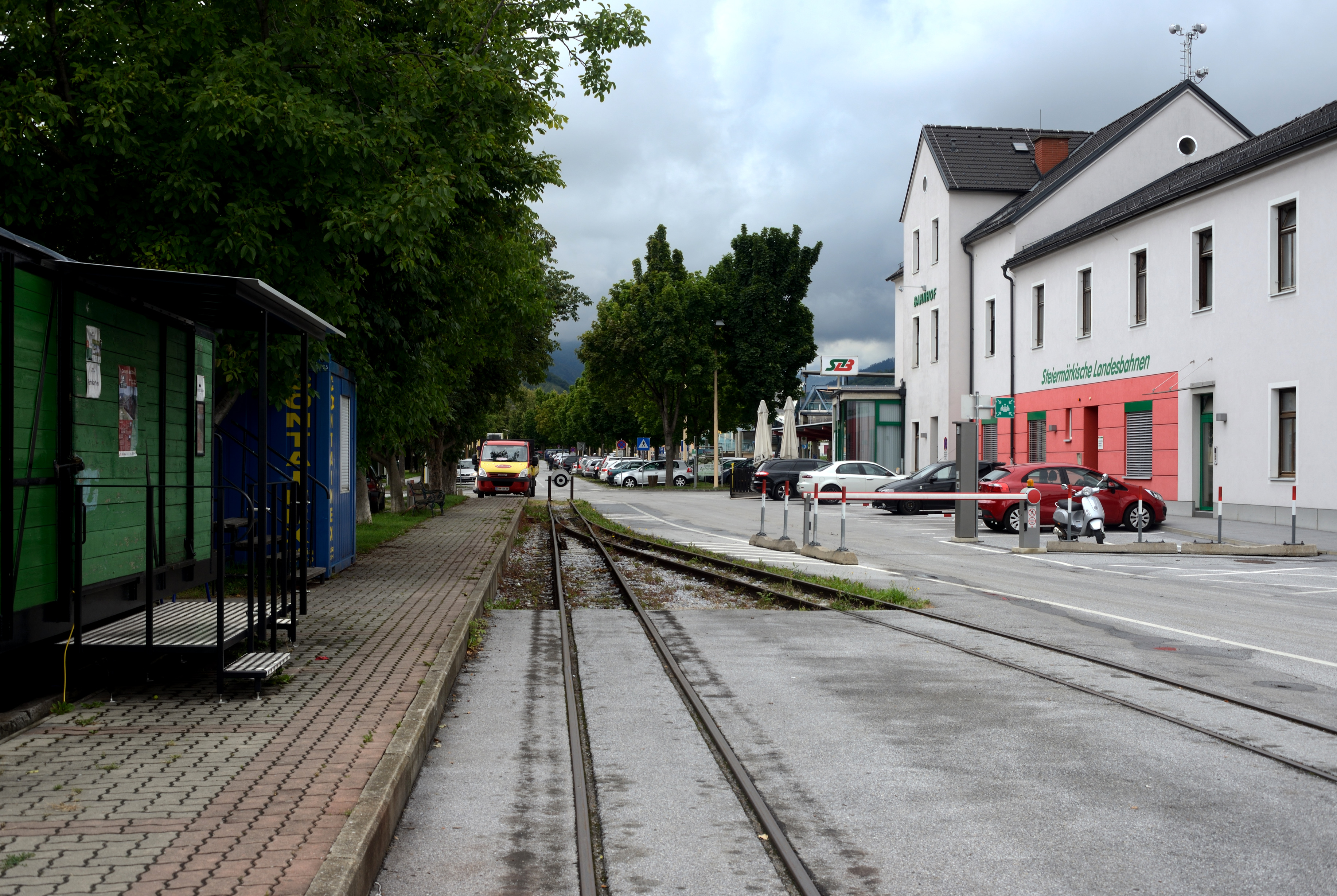
Vor dem Aufnahmsgebäude des Weizer Bahnhofs lag bis 2019 die Abfahrtsstelle der Feistritztalbahn

## Triebfahrzeuge

### Feistritztalbahn / Club U44
- Dampflok 83 180 (ex-JDŽ) – nicht betriebsbereit abgestellt in Anger.
- Dampflok U.7 – befindet sich zerlegt für eine spätere Aufarbeitung in Oberfeistritz; einzelne Teile der Lok in Birkfeld.
- Diesellok JW 200 – betriebsbereit in Birkfeld (blaue Lackierung), wird für Verschubarbeiten im Bahnhof Birkfeld verwendet.
- Diesellok Jung – betriebsbereit in Birkfeld (orange Lackierung), wird für den Verschub in Birkfeld, sowie für kleine Wartungszüge für die Strecke verwendet.
- Draisine 616.912 (ex ÖBB) – abgestellt in Oberfeistritz (gelbe Lackierung) Wird für Oberbauarbeiten auf der Strecke verwendet.

### STLB
An den Club U44 vermietete Fahrzeuge:
- Dampflok Kh.101 – wurde in Jenbach bei der Zillertalbahn einer Hauptuntersuchung unterzogen und stand seit der Saison 2013 im Einsatz. Derzeit zerlegt abgestellt wegen Kesselschadens.[20]
- Dampflok U.44 – befindet sich in zerlegtem Zustand im Heizhaus Birkfeld, namensgebend für den Club U44.
- Dampflok U.8 – befindet sich betriebsbereit in Birkfeld.
- Diesellok VL 12 – betriebsbereit in Birkfeld (rot-grün-weiße Lackierung).
- Diesellok VL 16 – betriebsbereit in Birkfeld (orange Lackierung).

Ehemalige Fahrzeuge (Auswahl):
- Dampflok U.38 (verschrottet nach Unfall 1962).[21]
- Diesellok VL 22 (ex-JDŽ, mit Funkfernsteuerung ausgerüstet) – 2015 durch die StLB nach Murau überstellt (rot-grün-weiße Lackierung).
- Diesellok VL 23 (ex-JDŽ) – 2015 durch die StLB nach Murau überstellt, mittlerweile an die Zillertalbahn vermietet (ehemals orange Lackierung mit grüner Bauchbinde, mittlerweile weiß-grüne Lackierung der Steiermarkbahn).[22]
- Diesellok VL 15 – verkauft an die ÖGEG, Standort: Steyrtalbahn[23] (orange Lackierung mit hellblauem Dach).
- Diesellok VL 14 – abgestellt in Weiz (orange Lackierung), kam zur Aufarbeitung nach Rumänien, Anfang der 2010er Jahre wieder an die Feistritztalbahn und wurde Anfang der 2020er Jahre ebenfalls an die ÖGEG verkauft.
- Diesellok VL 11 – verkauft nach Rumänien[24] (orange Lackierung).
- Diesellok VL 8 – zuletzt betriebsbereit in Weiz (orange Lackierung), 2019 an eine Privatperson verkauft.
- Diesellok RT 3 – verkauft nach Rumänien[24] (rot-grün-weiße Lackierung).
- Draisine X44 – verkauft an den Waldviertler Schmalspurbahnverein  (rote Lackierung mit blauem Dach).[25]

## Wagen
- Personenwagen mit 4 Fenstern (Bild vom Unfall 1962)
- zusätzlich neuere Personenwagen mit 7 Fenstern (Bild vom Unfall 2018)

## Zur Eröffnung
Die Grazer Morgenpost schrieb am 12. Dezember 1911 zur Eröffnung der Feistritztalbahn Folgendes:

„Aus Birkfeld schreibt man uns vom 10. d. M. unter anderem: Fix und fertig ist der Bahnhof! Heute liest man in den Tagesblättern, daß die Eröffnung der Lokalbahn endlich am 14. d. M. stattfinden soll […]. Ein starkes, unermüdliches Komitee arbeitet mit Umsicht und Eifer; verschiedene Dekorationen sind fertiggestellt, die Einladungen sind geschrieben und harren nur auf die Einsetzung des endgültigen Tages der Eröffnung. Möge der erste Zug nun recht bald um die Ecke kommen und sein Pfiff in den Bergen Birkfelds seinen Widerhall finden, damit die aufgeregten Gemüter wieder zur Ruhe kommen und dem trauten Alpenwinkel Birkfelds neues Leben geben und ihm neuer Verkehr erschlossen wird!“

## Unfälle
- Am 17. August 1962 traf der Abend-Personenzug bei Kilometer 21,6 während eines Unwetters auf eine Mure im Gleis und stürzte zwischen Koglhof und Birkfeld vom Bahndamm. Die Dampflok U38 und alle (3) Waggons stürzten die steile Böschung hinunter. Ein Waggon lag flach im Flussbett der Feistritz zu liegen. Zugpersonal und 13 Fahrgäste wurden zum Teil schwer verletzt, überlebten jedoch. Es handelte sich dabei um das bis dahin schwerstes Zugsunglück der Strecke.[27]
- Am Donnerstagvormittag, 21. August 2008, stolperte im Bahnhof Weiz ein 69-Jähriger ehrenamtlicher Mitarbeiter der Feistritztalbahn beim Reparieren eines Wagons am Nachbargleis rücklings auf das Gleis. Er wurde von einem einfahrenden Zug überrollt und verstarb noch an der Unfallstelle.[28]
- Am 15. September 2018 kollidiert die rückwärts fahrende Lok U8 an einem Bahnübergang in Weiz mit einem roten Pkw, der 30 m dem Gleis entlang geschoben wird. Die Lok zog zumindest 4 Personenwagen mit Passagieren.[29] Der 74 Jahre alte Autolenker verstarb im Spital an den Verletzungen.[30]
- Am Sonntag, 2. Juli 2023, gegen 17 Uhr, entgleisten zwischen Anger und Steg in einem Waldstück die Lok mit der ersten Achse und zwei darauffolgende Waggons, der letzte Waggon war auf der EK aus dem Gleis gesprungen. Der erste Waggon kam auf der ebenen Fläche neben dem Gleis etwa um 45° gekippt zu liegen. Grund dafür war Sand – nach einem Regen – und Spurerweiterung (805 mm an der Unfallstelle). Gegen 22 Uhr konnte die Lok mit den Waggons die Fahrt wieder aufnehmen. Die bis zu 10 Personen in den entgleisten Waggons blieben unverletzt.[31][32]